# Leo Parrilla FC
Leo Parrilla FC ist ein Amateur-Fußballverein aus Gibraltar. Sie spielen in der Gibraltar Division 2, der zweithöchsten Spielklasse Gibraltars. 

## Geschichte
Der Verein wurde 2004 unter dem Namen Leo Santos & Sons gegründet. Zur Saison 2011/12 wurde der Verein in Leo Parrilla FC umbenannt. Seit 2004/05 nimmt der Verein am Spielbetrieb teil. Die letzte Saison 2013/14 wurde in der Gibraltar Division 2 auf dem 9. Platz mit 24 Punkten beendet.